# سرای کوچک
سَرای کوچک (روسی: Сара́й Ма́лый) یک شهر میان‌سده‌ای (قرون‌وسطایی) در مرز میان اروپا و آسیا بود. سرای کوچک پایتخت اردوی نوقای و سرای کهن پایتخت اردوی زرین به‌شمار می‌آمد. در اینجا واژه سرا به معنی قصر است.
p91X8Rm36MWQ0h.mp4?tag=12محل آن ۵۰ کیلومتر در شمال شهر آتیراو، در پایین‌دست رود اورال و نزدیک به روستای امروزی سرای‌شیق بود، که امروزه در استان آتیراو قزاقستان قرار دارد. سرای کوچک بر مسیر بازرگانی مهمی بین اروپا و چین قرار گرفته بود و در بین سده‌های دهم تا شانزدهم میلادی رونق داشت. 
تا همین اواخر باور بر این بود که سرای کوچک را باتو خان از شاهان امپراتوری مغول بنا نهاده بود. اما کاوش‌های باستان‌شناختی نشان داده‌است که این شهر از سده دهم یا یازدهم میلادی وجود داشته‌است. در سده سیزدهم سرای کوچک تبدیل به یکی از کانون‌های مهم بازرگانی شد و یکی از بزرگترین شهرهای اردوی زرین بود. ویرانی‌های حومه آن یعنی آق‌تپه که در نزدیکی آتیراو قرار دارد تا سده بیستم همچنان پابرجا بود. شهر سرای کوچک لوله‌کشی آب سفالین داشت و کوزه‌گری و فلزکاری در آن بی‌رونق نبود. ساکنان نزدیک به شهر کشاورز و ماهی‌گیر بودند.